# 提姆·約翰遜
提姆·約翰遜（英語：Tim Johnson；1946年12月28日—）是美国的一位政治人物，他於1997年至2015年期間擔任南达科他州的聯邦參議員。他的黨籍是民主黨。約翰遜在2014年表示他不會尋求連任參議員。